# 韋伯斯特縣 (喬治亞州)
韋伯斯特縣（英語：Webster County）是美國喬治亞州西南部的一個縣。面積543平方公里。根據美國2000年人口普查，共有人口2,390人。縣治普雷斯頓（Preston）。
韋伯斯特郡成立於1853年12月16日，原名金查豐尼郡（Kinchafoonee County）；1856年2月21日改名，以紀念曾兩任國務卿的丹尼爾·韋伯斯特（Daniel Webster）。